# El Carmen Tequexquitla
El Carmen Tequexquitla è una città dello stato di Tlaxcala, nel Messico centrale, capoluogo della omonima municipalità.
La municipalità conta 15.368 abitanti (2010) e ha un'estensione di 58,52 km².